# Cucullia japonibia
Cucullia japonibia là một loài bướm đêm trong họ Noctuidae.